# Kanton Chatou
Kanton Chatou (fr. Canton de Chatou) je francouzský kanton v departementu Yvelines v regionu Île-de-France. Skládá se ze dvou obcí.

## Obce kantonu
- Chatou
- Croissy-sur-Seine